# منتزعة الكبريت الغابونينية
منتزعة الكبريت الغابونينية (الاسم العلمي: Desulfovibrio gabonensis) هي نوع من البكتيريا، سلبية الغرام، تتبع جنس منتزعة الكبريت.